# Delia dispar
Delia dispar este o specie de muște din genul Delia, familia Anthomyiidae. A fost descrisă pentru prima dată de Mario Bezzi în anul 1908. Conform Catalogue of Life specia Delia dispar nu are subspecii cunoscute.